# Андреев, Николай Павлович (Герой Советского Союза)
Никола́й Па́влович Андре́ев (1919—1979) — участник Великой Отечественной войны, автоматчик 269-го стрелкового полка (136-я стрелковая дивизия, 38-я армия, Воронежский фронт), красноармеец. Герой Советского Союза (1944).

## Биография
Родился 15 апреля 1919 года в деревне Басурманово Быковской волости Тверского уезда в семье крестьянина. Русский.
Образование неполное среднее. До 1937 года работал в колхозе, затем переехал в Москву. Работал слесарем на автозаводе (ныне имени И. А. Лихачёва).
В 1939 году был призван в Красную Армию. С началом Великой Отечественной войны на фронте. С лета 1942 года сражался на Воронежском и 1-м Украинском фронтах. Особо отличился в боях при форсировании Днепра. В сентябре 1943 года части 136-й стрелковой дивизии (Воронежский фронт) вышли к Днепру прямо в районе Киева. После тщательной подготовки командование решило форсировать реку несколько южнее Киева в районе Казачьего острова. Красноармеец Андреев смело выдвинулся к пулемётной точке противника, мешавшей переправе через Днепр, и уничтожил её. В бою на острове заменил раненого командира взвода. Под его руководством бойцы ползком приблизились к позициям противника, забросали их гранатами и предприняли стремительную атаку. Огневые точки противника были уничтожены, фашисты рассеяны. Взвод выполнил поставленную задачу и закрепил плацдарм до подхода основных сил.
Указом Президиума Верховного Совета СССР «О присвоении звания Героя Советского Союза генералам, офицерскому, сержантскому и рядовому составу Красной Армии» от 10 января 1944 года за «образцовое выполнение боевых заданий командования на фронте борьбы с немецко-фашистскими захватчиками и проявленные при этом отвагу и геройство» удостоен звания Героя Советского Союза с вручением ордена Ленина и медали «Золотая Звезда» (№ 2341).
В 1944 году окончил курсы младших лейтенантов, в 1945 году — курсы усовершенствования офицерского состава. Продолжал службу в армии до августа 1946 года. После увольнения в запас вернулся на родину.
Работал в Калинине на комбинате «Искож». В 1951—1954 годах снова служил в Советской Армии. Уволен в запас в звании лейтенанта. Работал на стройках в Донбассе. В 1966 году вступил в ряды КПСС.
Последние годы жил и работал в городе Москве. Умер 28 августа 1979 года. Похоронен в Москве на Люблинском кладбище (участок № 56).

## Награды
- Награждён орденами Ленина, Красной Звезды, медалями.